# Куарна Сото
Куа̀рна Со̀то (на италиански: Quarna Sotto; на пиемонтски: Quarnà 'd Sota, Куарна ъд Сота, на местен диалект: Quarna de Sot, Куарна де Сут) е село и община в Северна Италия, провинция Вербано-Кузио-Осола, регион Пиемонт. Разположено е на 802 m надморска височина. Населението на общината е 430 души (към 2010 г.).